# 鳥居清国
鳥居 清国（とりい きよくに、天保7年（1836年）-安政2年（1855年）1月28日）は、江戸時代末期の浮世絵師。

## 来歴
鳥居清峰の門人。姓は鳥居氏。俗称は和三郎。天保7年に清峰の次男として生まれる。作画期は嘉永・安政年間。享年20。若干の錦絵を描いているが夭折した。法名は春英院能種信士。菩提寺は台東区浅草の法成寺。

## 作品
- 「けいやうづくし」 大判3枚組 錦絵 ※個人所蔵[2]。
- 「江戸の花名勝会 う 六番組 牛込」 大判 ※三代目歌川豊国、二代目鳥居清春と合作（清国は左下部に赤城明神神楽を描いている。「鳥居清国画」の落款）